# Briar Creek
Briar Creek är ett borough i Columbia County i delstaten Pennsylvania i USA. Vid 2010 års folkräkning hade Briar Creek 660 invånare.